# Премия Лозанны
Премия Лозанны (фр. Prix de la Ville de Lausanne) — премия, присуждаемая раз в три года администрацией швейцарского города Лозанна за «оригинальное творчество, прославляющее город или кантон в области искусства, культуры или науки» (фр. œuvre de création originale, illustré notre ville ou notre canton dans le domaine des arts, de la culture ou des sciences). Учреждена в 1964 году мэром Лозанны Ж.-А. Шевалла, в настоящее время составляет сумму в 25 тысяч швейцарских франков.

## Лауреаты
- 1964 — Эдмон Жильяр[фр.], писатель
- 1967 — Гюстав Ру, поэт и фотограф
- 1970 — Филипп Жакоте, поэт
- 1973 — Виктор Дезарзан, дирижёр[2]
- 1976 — Жан Вийяр[фр.], актёр и певец
- 1979 — Жорж де Рам, математик[3]
- 1982 — Жак Меркантон[фр.], писатель
- 1985 — Фредди Бюаш, киновед
- 1988 — Марсель Гранжан[фр.], историк[* 1]
- 1991 — Анри Рибен[фр.], политолог
- 1994 — Международный олимпийский комитет
- 1997 — Рене Делафонтен (фр. Renée Delafontaine), педагог и благотворитель
- 2000 — Рене Бержер[фр.], писатель и искусствовед
- 2003 — Мишель Корбоз, дирижёр
- 2006 — Пьер Амуайяль, скрипач
- 2009 — Пьер Келлер[фр.], художник
- 2012 — Патрик Эбишер[фр.], невролог[4]